# Hôtel près d'une voie ferrée
Hôtel près d'une voie ferrée – en anglais Hotel by a Railroad – est un tableau réalisé par le peintre américain Edward Hopper en 1952. Cette huile sur toile représente un homme et une femme dans une chambre d'hôtel, lui en tenue de ville fumant une cigarette debout au centre face à une fenêtre, elle en déshabillé, lisant un livre, assise à gauche dans un fauteuil. L'œuvre est conservée à l'Hirshhorn Museum and Sculpture Garden, à Washington par le don du fondateur Joseph Hirshhorn (en) l'ayant acquise en 1954.

## Commentaires de l'artiste
Hopper, écrit dans ses carnets post réalisation (fiche 45, rapportée par Jo Hopper) « Peint en atelier, à New York, en mai 1952, et, après ses énumérations précises des couleurs des objets et des détails des habillements et des postures : « homme, teint pâle... femme (épouse) cheveux gris raides » ; il termine  par le ton de l'ensemble : « Accent mis sur l'atmosphère. » révélant son propos récurrent sur le rendu de l'incompréhension entre humains, surtout dans une même pièce : « Femme ferait mieux de regarder son mari et les rails sous la fenêtre. »